# Агинян, Нелли Генриховна
Нелли Генриховна Агинян (арм. Նելլի Աղինյան; 4 августа 1981, Ереван) — армянская шахматистка, гроссмейстер среди женщин (2005). 

## Биография
С 1993 по 2000 год представляла Армению на юношеских чемпионатах Европы по шахматам и на юношеских чемпионатов мира по шахматам в различных возрастных группах. В 2005 году победила в международном турнире по шахматам в Алуште. В 2006 году вместе с шахматным клубом «Mika Yerevan» победила в розыгрыше клубного кубка Европы по шахматам среди женщин.
Представляла сборную Армении на крупнейших командных шахматных турнирах:
- в шахматных олимпиадах участвовала семь раз (1996—2000, 2004—2010);
- в командном чемпионате мира по шахматам участвовала три раза (2007—2011);
- в командном чемпионате Европы по шахматам участвовала пять раз (2003—2011). В командном зачете завоевала золотую (2003) и бронзовую (2007) медали.